# Alwine Dollfuß

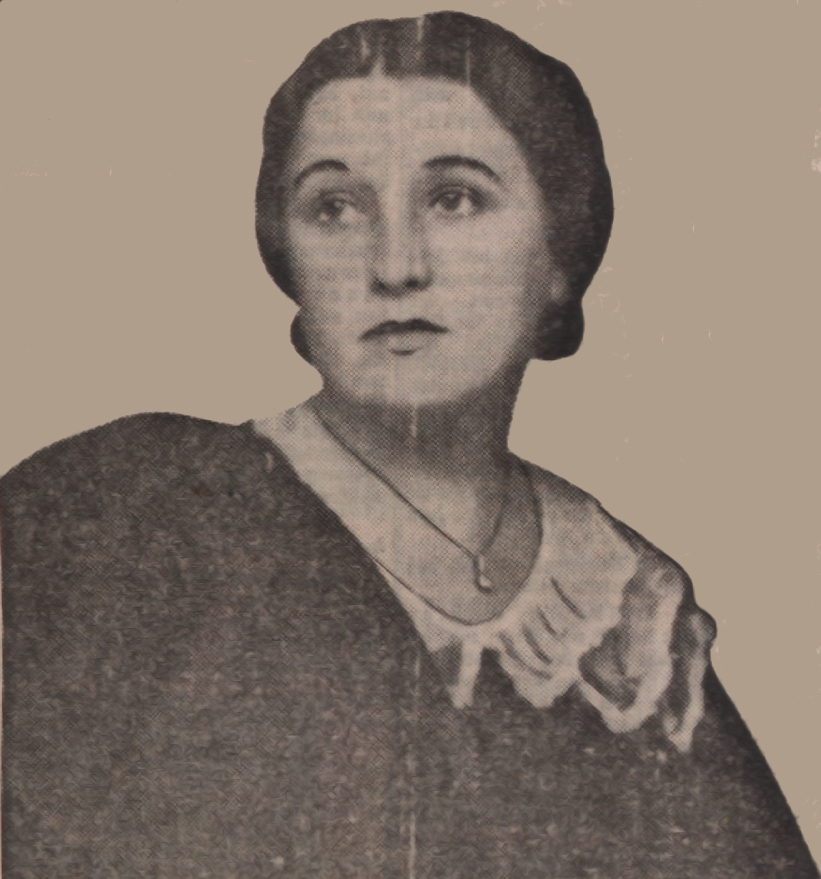
Alwine Dollfuß um 1934

Alwine Dollfuß, geb. Alwine Glienke (* 12. Februar 1897 in Poppow, Provinz Pommern; † 25. Februar 1973 in Wien) war die Ehefrau des österreichischen Bundeskanzlers Engelbert Dollfuß. Nach der Ermordung ihres diktatorisch regierenden Ehemannes war sie eine prominente Persönlichkeit des Ständestaates. Mit dem Anschluss Österreichs flüchtete sie über Umwege nach Kanada, kehrte nach dem Krieg aber nach Wien zurück.

## Biographie

### Von der Bauerntochter zur Kanzlersgattin
Alwine Glienke wurde 1897 in der damaligen preußischen Provinz Pommern (heute Woiwodschaft Pommern) in einfachen Verhältnissen als eines von 14 Kindern geboren. Im Alter von 15 Jahren verließ sie ihr Elternhaus und trat in Danzig eine Stelle als Kassiererin an. Unzufrieden mit ihrem Arbeitsverhältnis zog sie bald nach Berlin, wo sie erst für eine ältere Schwester arbeitete, dann eine Anstellung bei der Preußischen Zentralgenossenschaftskasse (einem Vorgänger der DZ Bank) fand. Dort lernte sie 1921 Engelbert Dollfuß kennen. Dollfuß, seit 1919 Sekretär beim Österreichischen Bauernbund, war von diesem zum Abschluss seines durch den Ersten Weltkrieg unterbrochenen Studiums nach Berlin geschickt worden und hatte im März 1921 bei der Zentralgenossenschaftskasse zu arbeiten begonnen. Noch im Sommer desselben Jahres verlobte sich das Paar und zog nach Österreich. Die Hochzeit fand am 31. Dezember 1921 in Dollfuß’ Heimat Kirnberg an der Mank statt, danach zog das Paar nach Wien. Alwine, die aus einer protestantischen Familie stammte, war noch vor der Heirat zum katholischen Glauben ihres Gatten konvertiert. Engelbert Dollfuß stieg bis 1927 zum Direktor der niederösterreichischen Landwirtschaftskammer auf und betätigte sich zunehmend politisch. 1930 wurde er Präsident der Bundesbahnen Österreich. Alwine Dollfuß begleitete ihren Ehemann zu politischen Veranstaltungen, nahm selbst jedoch noch keine Rolle in der Öffentlichkeit ein. Zwischen 1927 und 1930 bekam das Paar drei Kinder (siehe unten).
Engelbert Dollfuß wurde im März 1931 als „Quereinsteiger“ (Nationalratsabgeordneter war er nie gewesen) in die Bundesregierung Ender berufen, wo er das Amt des Landwirtschaftsministers bekleidete. Er gehörte auch den beiden kurzlebigen Regierungen unter Kanzler Karl Buresch an. Nach deren Scheitern wurde Dollfuß im Mai 1932 von Bundespräsident Wilhelm Miklas mit der Bildung einer neuen Regierung beauftragt. Angesichts der brisanten politischen Lage reagierte Alwine Dollfuß wenig euphorisch auf den Aufstieg ihres Gatten. Zudem war sie nun angehalten, zum guten Ansehen des Bundeskanzlers in der Öffentlichkeit beizutragen. Sie tat dies vor allem durch karitatives Engagement. An der Seite von Hildegard Burjan bzw. über deren Verein Soziale Hilfe beteiligte sie sich an der Organisation des Elisabethtisches, einer karitativen Aktion „für den notleidenden Mittelstand“ während der kalten Jahreszeit. Nach Burjans Tod im Juli 1933 übernahm sie viele von deren Agenden bei der Sozialen Hilfe, darunter auch die Leitung des Baukomitees der Seipel-Dollfuß-Gedächtniskirche. Durch die Aktionen Nehmt hungernde Kinder zum Mittagstisch und Weihnacht der Heimat wurde unter dem Ehrenschutz von Alwine Dollfuß notleidenden Kindern geholfen. Nachdem Engelbert Dollfuß die Vaterländische Front (VF) als politische Monopolorganisation etabliert hatte, engagierte Alwine sich wie andere Politikergattinnen in deren Frauenbewegung. In den zeitgenössischen (seit März 1933 zensierten) Medienberichten wurde ein von Bodenständigkeit und Sparsamkeit dominiertes Bild der Kanzlersgattin verbreitet.

### Witwe des „Heldenkanzlers“

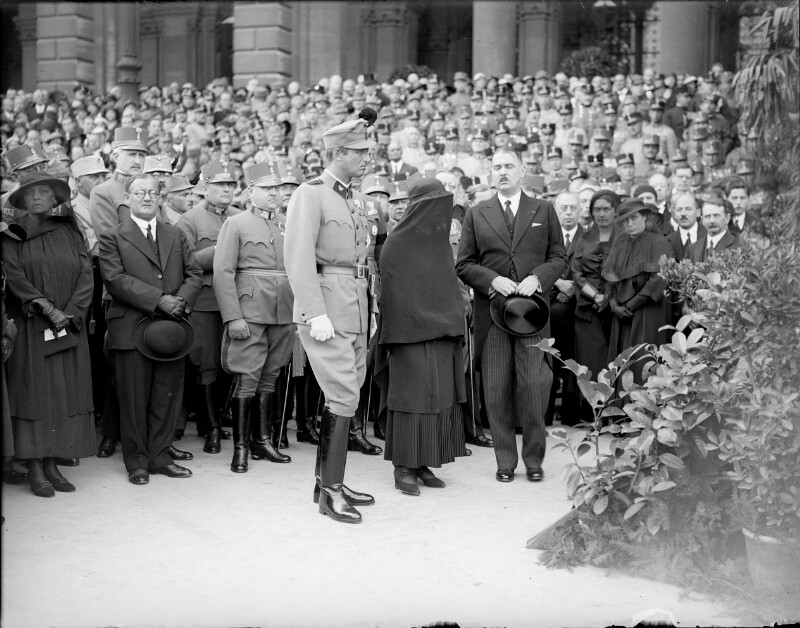
Alwine Dollfuß tief verschleiert bei der Trauerkundgebung für Engelbert Dollfuß am 28. Juli 1934

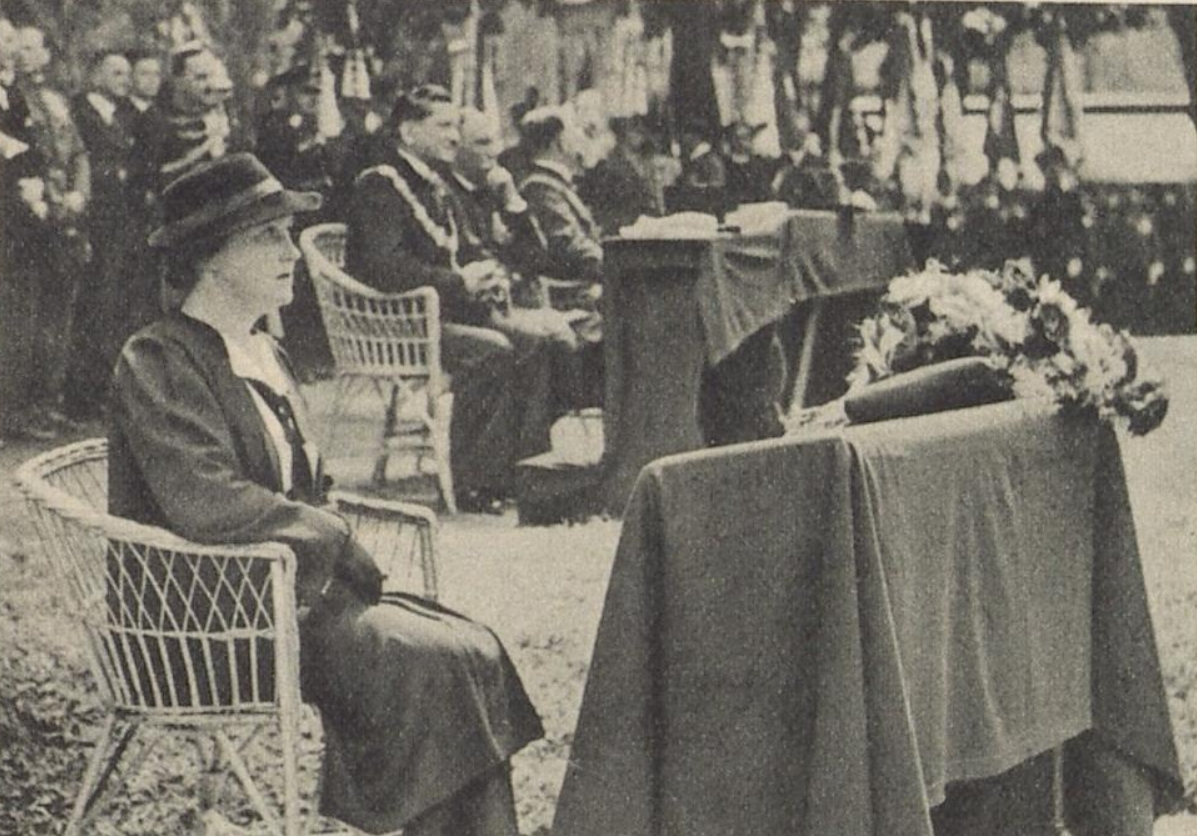
Alwine Dollfuß bei der Enthüllung eines monumentalen Denkmals für Engelbert Dollfuß 1937 in Graz

Im Lauf der Jahre 1933 und 1934 hatte Dollfuß alle relevanten Parteien verboten oder in die Vaterländische Front integriert, Parlament und Verfassungsgerichtshof handlungsunfähig gemacht und schließlich mit der Maiverfassung dem nunmehrigen Ständestaat seine neue, autoritäre und betont katholische Staatsform gegeben. Am 25. Juli 1934 wurde er im Juliputsch von aufständischen Nationalsozialisten ermordet. Alwine Dollfuß befand sich zu diesem Zeitpunkt auf Einladung Benito Mussolinis mit ihren Kindern auf dessen Sommersitz in Riccione, sie kehrte am Folgetag nach Wien zurück. Die Regierung unter dem nunmehrigen Kanzler Kurt Schuschnigg propagierte von nun an einen regelrechten Kult um Dollfuß, der mit Attributen wie „verewigt“, als „Märtyrerkanzler“, „Heldenkanzler“ oder ähnlich bezeichnet wurde. Dollfuß sollte über seinen Tod hinaus für den fragilen Staat identitätsstiftend wirken. Ab 1936 wurde bei jeder Veranstaltung der Vaterländischen Front im Anschluss an die Bundeshymne das Dollfußlied mit den Eingangsversen »Ihr Jungen, schließt die Reihen gut / ein Toter führt uns an!« gesungen. Schon bei Dollfuß’ Begräbnis rief Kardinal Theodor Innitzer den Verstorbenen mit den Worten „O, sei unser Fürsprecher an Gottes Thron“ an, in katholischen Kreisen kursierte der Aufruf „Dollfuß ist unter den Heiligen, zu denen wir beten dürfen!“ Angesichts dieser Verherrlichung ihres Gatten musste Alwine eine prominente Figur des Staates bleiben. Sie war Ehrengast bei Grundsteinlegungen und Enthüllungen von Denkmälern für den Verstorbenen, bei Gedenkveranstaltungen an seinem als „Volkstrauertag“ begangenen Todestag und weiteren derartigen Anlässen. Bereits am Tag ihrer Rückkehr hatte sie sich für die spätere Umbettung ihres Gatten in die daraufhin so genannte Seipel-Dollfuß-Gedächtniskirche (deren Baukomitee sie angehörte) ausgesprochen. Die Umbettung erfolgte in einer pompösen Zeremonie am 29. September 1934.
Alwine Dollfuß blieb aber auch weiterhin karitativ tätig. Zwar waren manche ihrer Agenden (Nehmt hungernde Kinder zum Mittagstisch etc.) an die nunmehrige Kanzlersgattin Herma Schuschnigg übergegangen, Dollfuß engagierte sich jedoch weiterhin im Frauenreferat der VF, war Ehrenpräsidentin des Vereins Soziale Hilfe und organisierte den Elisabethtisch, zuletzt im Winter 1937/38 als „Mittagstisch für verarmte Intellektuelle“. In finanzieller Hinsicht war die Familie Dollfuß abgesichert: Im August 1934 verabschiedete die Regierung ein Sondergesetz, demzufolge Alwine anstatt einer regulären Witwenpension auf Lebenszeit das volle Gehalt ihres verstorbenen Ehemannes zustand. 1936 erwarben „Freunde und Verehrer des Kanzlers“ für die Familie ein Landgut in der Gemeinde Stössing. Unmittelbar vor dem Anschluss sandte die Regierung Alwine Dollfuß zu Benito Mussolini, um ein letztes Mal vergeblich seine Unterstützung für die Unabhängigkeit Österreichs zu erbitten.
Wie der Ständestaat insgesamt wurde auch Alwine Dollfuß von den Nationalsozialisten propagandistisch verunglimpft. Die nachhaltigste Wirkung hatte eine Anekdote, die erstmals am 1. Mai 1934 im Völkischen Beobachter publiziert wurde. Es wurde berichtet, Alwine Dollfuß habe in einem Radiovortrag armen Familien den weltfremden Ratschlag gegeben, dass man auch aus Wursthaut und Kartoffelschalen noch etwas kochen könne. Trotz entschiedenen Widerspruchs fand das Gerücht um dieses „Wursthautsuppenrezept“ schnelle und langanhaltende Verbreitung. Es wurde, unreflektiert und im Unwissen um den propagandistischen Ursprung, auch lange nach 1945 und sogar bis ins 21. Jahrhundert rezipiert.

### Flucht und Rückkehr nach Österreich

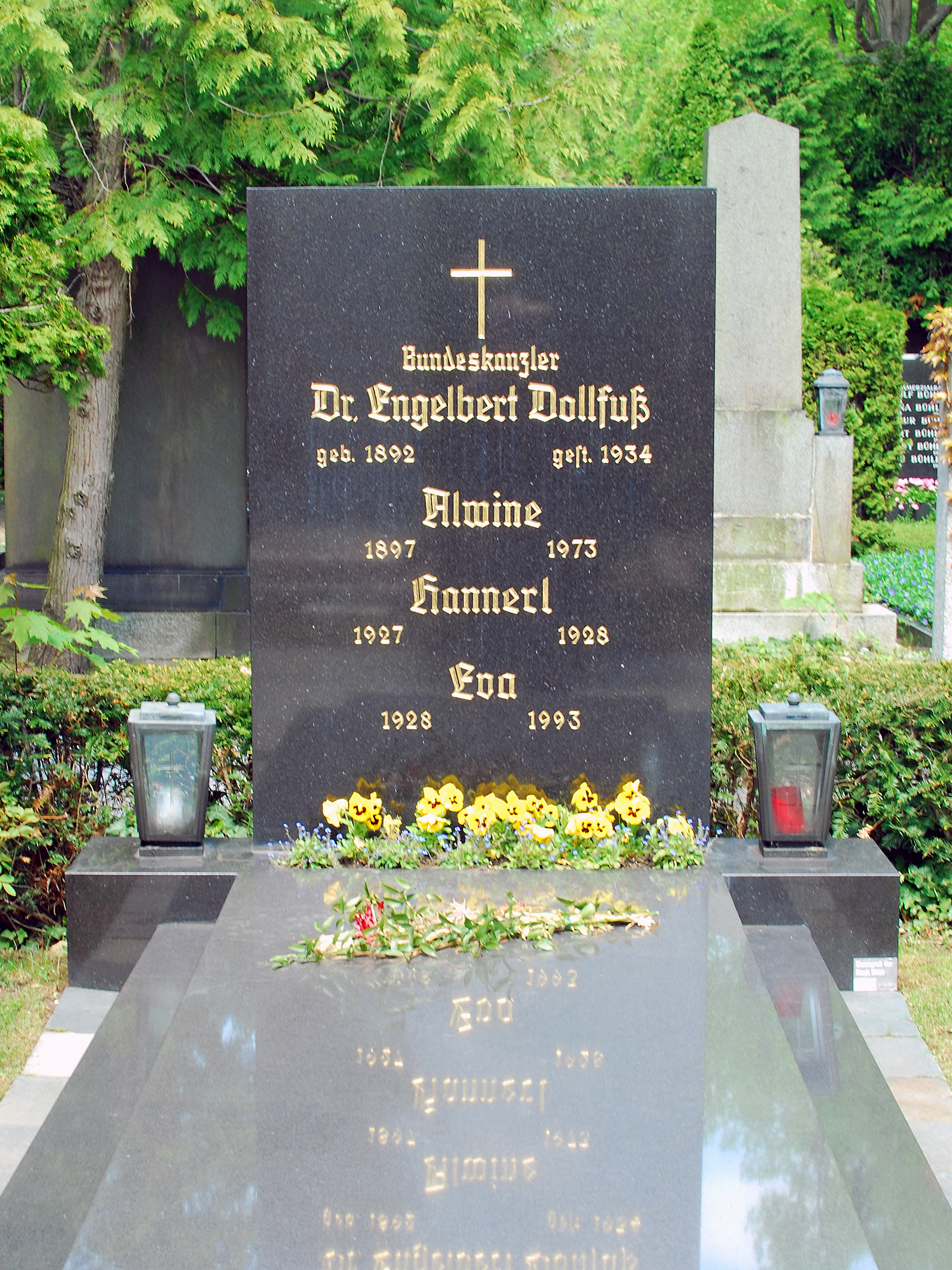
Grab der Familie Dollfuß am Hietzinger Friedhof

Mit dem Anschluss Österreichs fand der Dollfuß-Kult ein jähes Ende, Alwine Dollfuß und ihre Kinder gehörten zu den ersten, die das Land verließen. Noch am 11. März versuchte die Familie, mit gefälschten Pässen in die Tschechoslowakei auszureisen. Gemeinsam mit Richard Coudenhove-Kalergi und dessen Frau, Ida Roland, floh die Familie dann über Ungarn nach Italien, von wo Benito Mussolini sie in die Schweiz eskortieren ließ. Dort kam die Familie beim befreundeten Jean-Marie Musy unter. Mussolini und Musy setzten sich für eine Ausfuhrgenehmigung für die Besitztümer der Familie und die Überweisung von Alwines Witwenpension ins Ausland ein. Die ersten Reaktionen aus dem Deutschen Reich waren positiv, wohl auch aufgrund diplomatischer Überlegungen. Es ist aber nicht bekannt, ob die Bemühungen letztlich erfolgreich waren. Zudem misstraute Alwine Dollfuß Musy zunehmend, denn dieser sympathisierte mit den Nationalsozialisten und schien in seiner Fürsorge für die Familie Dollfuß auch ein Mittel zur Kontaktpflege mit hochrangigen Repräsentanten des Deutschen Reiches zu sehen. Daher zog die Familie bereits im Frühsommer 1938 weiter nach Großbritannien und von dort schließlich im Juli 1940 nach Montreal, wo die Familie die nächsten Jahre verbrachte.
Der Aufenthalt der Familie Dollfuß in Kanada wurde in Österreich erst nach dem Krieg bekannt. 1950 besuchte Alwine das Land privat, ab 1951, nach anderen Angaben 1955 oder 1957, lebte sie wieder dauerhaft in Österreich. Dort erhielt sie ihre Pension rückwirkend bis in das Jahr 1945 ausbezahlt, und zwar immer noch nach der großzügigen Sonderregelung von 1934. Erst 1961 wurde das entsprechende Gesetz abgeschafft und ihre Pension auf das übliche Maß reduziert. Nach der Rückkehr ihrer Tochter Eva lebte sie mit ihr zusammen zurückgezogen in Wien, wo Alwine Dollfuß 1973 verstarb. Das Grab der Familie befindet sich am Hietzinger Friedhof, wohin die Nationalsozialisten den Leichnam Engelbert Dollfuß’ aus „seiner“ Gedächtniskirche zurück überführt hatten.

### Nachkommen
Das Ehepaar Dollfuß hatte drei Kinder:
- Hanna (* 7. Juli 1927; † 1928 an einer Gehirnhautentzündung)
- Eva (* 2. September 1928; † 31. Jänner 1993), verheiratete Nicoladoni-Dollfuß. Sie studierte in Kanada und kehrte 1957 endgültig nach Österreich zurück, wo sie Ernst Nicoladoni heiratete. Das Paar hatte mehrere Töchter, darunter die Historikerin Claudia Tancsits, die sich heute um eine positivere Wahrnehmung ihres Großvaters bemüht.[24] Eva Dollfuß blieb politisch der ÖVP (insbesondere der ÖVP Kameradschaft der politisch Verfolgten und Bekenner für Österreich) verbunden, zuletzt arbeitete sie für die Österreichische Außenhandelsstelle. In ihren letzten Lebensjahren verfasste sie eine Biographie ihres Vaters, die posthum unter dem vom Verlag gewählten Titel Mein Vater, Hitlers erstes Opfer veröffentlicht wurde.[28]
- Rudolf (* 2. Dezember 1930).[29] Er blieb nach dem Studium in Kanada, wo er unter dem Namen Rudy Dollfuss als Arzt Karriere machte. Zuletzt war er Lungenfacharzt am Shaughnessy Hospital in Vancouver. Bei dessen abrupter Schließung 1994 ging er in Pension.[30]